# František Pospíšil
František Pospíšil (ur. 2 kwietnia 1944 w Unhošťi) – czeski hokeista reprezentujący Czechosłowację, grający na pozycji obrońcy, wielokrotny medalista zimowych igrzysk olimpijskich, mistrzostw świata i mistrzostw Europy.

## Kariera reprezentacyjna
Przez wiele lat występował w reprezentacji Czechosłowacji w hokeju na lodzie. Zdobył z nią dwa srebrne medale olimpijskie w Grenoble (1968) i Innsbrucku (1976) oraz brązowy w Sapporo (1972). Podczas igrzysk w 1976 wykryto w jego organizmie niedozwoloną substancję (kodeinę), która rzekomo znajdowała się w kroplach do nosa. Wynik meczu z Polską (7:1 dla Czechosłowacji) został zweryfikowany jako 0:1 dla Polski. 
Był mistrzem świata w 1972, 1976 i 1977, wicemistrzem w 1971, 1974 i 1975 oraz brązowym medalistą w 1969, 1970 i 1973. Grał zwykle w parze z Oldřichem Machačem.

### Statystyka reprezentacyjna
| Rok                    | Drużyna        | Zawody    | M  | B | A | P | K |
| ---------------------- | -------------- | --------- | -- | - | - | - | - |
| 1968                   | Czechosłowacja | ZIO/MŚ/ME | 5  | 0 | 1 | 1 | 6 |
| 1969                   | Czechosłowacja | MŚ/ME     | 10 | 1 | 1 | 2 | 6 |
| 1970                   | Czechosłowacja | MŚ/ME     | 10 | 2 | 3 | 5 | 6 |
| 1971                   | Czechosłowacja | MŚ/ME     | 10 | 1 | 3 | 4 | 4 |
| 1972                   | Czechosłowacja | ZIO       |    |   |   |   |   |
| 1972                   | Czechosłowacja | MŚ/ME     | 10 | 1 | 6 | 7 | — |
| 1973                   | Czechosłowacja | MŚ/ME     | 10 | 1 | 7 | 8 | 4 |
| 1974                   | Czechosłowacja | MŚ/ME     | 10 | 0 | 2 | 2 | 4 |
| 1975                   | Czechosłowacja | MŚ/ME     | 10 | 1 | 2 | 3 |   |
| 1976                   | Czechosłowacja | ZIO       |    |   |   |   |   |
| 1976                   | Czechosłowacja | MŚ/ME     | 10 | 0 | 4 | 4 | 2 |
| 1976                   | Czechosłowacja | CC        | 5  | 1 | 1 | 2 | 0 |
| 1977                   | Czechosłowacja | MŚ/ME     | 10 | 9 | 6 | 6 | 2 |
| Reprezentacja seniorów |                |           |    |   |   |   |   |

Legenda
- M - Mecze
- B - Bramki
- A - Asysty
- P - Punkty
- K - Kary

## Kariera klubowa
- Sokol Kladno (1961-1978)
- EV Landshut (1978-1979)[3]

Pospíšil był mistrzem Czechosłowacji w latach 1975-1978. W latach 1971 i 1972 otrzymał nagrodę Zlatá hokejka dla najlepszego hokeisty Czechosłowacji.

## Kariera trenerska
- Sokol Kladno (1979-1983)
- CHZ Litvínov (1983-1985)
- Reprezentacja Czechosłowacji (1986-1988, asystent Jána Staršiego)[3]

## Wyróżnienia
- Galeria Sławy IIHF: 1999
- Galeria Sławy czeskiego hokeja na lodzie: 2008